# Corynotheca asperata
Corynotheca asperata är en grästrädsväxtart som beskrevs av Rodney John Francis Henderson. Corynotheca asperata ingår i släktet Corynotheca, och familjen grästrädsväxter. Inga underarter finns listade i Catalogue of Life.